# 前510年
| 千纪： | 前1千纪 |
| 世纪： | 前7世纪 \| 前6世纪 \| 前5世纪 |
| 年代： | 前540年代 \| 前530年代 \| 前520年代 \| 前510年代 \| 前500年代 \| 前490年代 \| 前480年代 |
| 年份： | 前515年 \| 前514年 \| 前513年 \| 前512年 \| 前511年 \| 前510年 \| 前509年 \| 前508年 \| 前507年 \| 前506年 \| 前505年                                                                                     |
| 纪年： | 周敬王十年 魯昭公三十二年 齐景公三十八年 晋定公二年 秦哀公二十七年 宋景公七年 楚昭王六年 卫灵公二十五年 陈惠公二十四年 蔡昭侯九年 曹声公五年 郑献公四年 燕平公十四年 杞悼公八年 吳王阖闾五年 越王允常元年 |

## 大事記
- 吳王闔閭大举進攻楚國前，为解除后顾之忧，又曾攻越國，占领檇李。
- 波斯國王吉斯塔完成占領印度旁遮普地區
- 羅馬共和國成立